# La notte della verità
La notte della verità è un film drammatico statunitense del 1993, diretto da Yves Simoneau.

## Trama
Judith Madigan, moglie dell'architetto Robert Madigan, cui ha dato tre figli, Kes, Michael e Ban, se ne va improvvisamente da casa e gira il mondo per tre anni, dopo di che ritorna intenzionata a riprendere il ménage familiare, ma il marito non ci sta. Ha già chiesto il divorzio e si è trovata una nuova, futura moglie, Colleen Harland, giovane vicepreside della scuola frequentata dai due figli più grandi.
Jude cerca di riprendersi il marito con alcuni tentativi di seduzione, che falliscono tutti. Allora incomincia a tormentare la futura consorte del marito con azioni di stalking, ma questa, che gode della simpatia dei figli di primo letto di Robert, resiste e Robert anche. Finché un giorno in cui può avere con sé il figlio maggiore Kes, alle soglie dell'adolescenza, Jude riesce a convincerlo che tutti i guai della famiglia sono dovuti all'infatuazione di Robert per Callie, e gli chiede aiuto per organizzare un evento che apra gli occhi al marito. Kes resta lui, questa volta, ammaliato dalla madre naturale e acconsente, nonostante che fino a quel momento avesse palesato di detestare la madre. Si tratta di organizzare un gioco: la simulazione di un dibattito processuale, in cui uno dei giocatori fa l'imputato, un altro il giudice, un terzo la pubblica accusa, e così via: sarà poi Jude a intervenire al momento opportuno. Se non che, mentre Kes, seduto sul pianerottolo in cima alla scala interna di casa, spiega ai due riluttanti fratelli che cosa dovranno fare, la nonna, madre di Jude, che è rimasta affezionata al genero e che ha molta stima della sua futura moglie, sente tutto, sale la scala, e minaccia Kes di raccontare tutto. Nel tentativo di dissuaderla, Kes ne provoca la caduta dalla scala e la nonna finisce all'ospedale. Alla figlia che viene a trovarla, rimprovera il complotto che sta ordendo, minacciando di riferire tutto a Robert. Jude tenta allora di soffocarla, ma un'infermiera interviene: Jude fugge in tempo, non vista, dall'ospedale e l'incidente viene interpretato come un guasto tecnico.
Robert, avvisato dal personale infermieristico, decide di trascorrere la notte in ospedale al capezzale della suocera, affidando i tre figli a Callie, che per l'occasione trascorrerà la notte in casa di Robert. Qui Kes, che, come fratello maggiore, ha reso gli altri due succubi, s'impunta per fare il gioco del processo prima di andare a letto ed esige che Callie assuma il ruolo dell'imputata e che, per rendere più realistica la scena, questa si lasci ammanettare. Callie impone a Kes di smettere e di essere liberata. Intanto Jude ha telefonato a Kes imponendogli di trattenere in ogni modo Callie fino alle 10, prima di liberarla. Il figlio più piccolo, Ban, decide di portare un bicchiere d'acqua a Callie, ma scivola, il bicchiere si rompe e un coccio lo ferisce al torace procurandogli un'emorragia. Le rimostranze di Callie, che chiede di essere liberata per portare Ban in ospedale non trovano ascolto in Kes. Intanto Jude mette in atto il suo piano: mentre figli e amante del marito sono impegnati nel gioco del processo, giunge al giardino di casa della famiglia, manomette i freni dell'auto di Callie e poi se ne va portandosi dietro il cane, con il quale si apposta oltre, vicino ad una curva pericolosa fiancheggiata da un burrone. Al momento che Callie transiterà per quella curva con la sua auto, Jude farà in modo che il cane le attraversi la strada, Callie cercherà di frenare, sbanderà e finirà nel burrone. Ma le cose non andranno come previsto e Jude rimarrà vittima del suo stesso complotto.